# Ophthalmoblysis ibarrai
Ophthalmoblysis ibarrai — вид метеликів родини п'ядунів (Geometridae). Описаний у 2019 році.

## Поширення
Ендемік Мексики. Найпівнічніший представник роду. Виявлений у регіоні Лос-Тустлас (ісп. Los Tuxtlas) у штаті Веракрус на сході країни.

## Опис
Вид відрізняється формою і малюнком вічок на задніх крилах. На відміну від очних плям інших видів роду Ophthalmoblysis, в O. ibarrai є менший і не повністю круглий внутрішній чорний диск. Крім того, О. ibarrai можна відрізнити від аналогічного, неописаного виду з Коста-Рики за наявністю склеротизованого розширення на верхівці статевого отвору у самців (лат. valva) та за формою рога на вивідному отворі (лат. vesica).